# Hans-Peter Howaldt
Hans-Peter Howaldt (* 20. Juni 1956 in Berlin) ist ein deutscher Mund-, Kiefer- und Gesichtschirurg im Universitätsklinikum Gießen.

## Werdegang
Nach dem Abitur in Berlin studierte Howaldt Zahnmedizin  und Humanmedizin an der Freien Universität Berlin und der Friedrich-Alexander-Universität Erlangen. 1976 wurde er Mitglied des Corps Neoborussia Berlin und des Corps Guestphalia Erlangen. Er wurde 1980 in Erlangen mit der Dissertation Temporäre Anus-praeter-Komplikationen bei der Rückverlagerung zum Dr. med. dent. und 1983 an der FU Berlin mit der Dissertation Der Einfluss von Galaktosamin auf die Listeriose der Maus zum Dr. med. promoviert. 1983 trat er in die Kieferklinik des Universitätsklinikum Frankfurt am Main. 1990 habilitierte er sich für Mund-, Kiefer- und Gesichtschirurgie. 1992 erlangte er die Zusatzbezeichnung Plastische Operationen. Die Justus-Liebig-Universität Gießen berief ihn 1994 als Abteilungsleiter und 1997 als Lehrstuhlinhaber. Von jeher der Onkologie verschrieben, engagiert er sich in der Deutschen Krebsgesellschaft und in internationalen Fachgesellschaften. Er saß im Vorstand der Deutschen Gesellschaft für Mund-, Kiefer- und Gesichtschirurgie.

## Schriften
- Temporäre Anus-Praeter-Komplikationen bei der Rückverlagerung. 1980.
- Aufbau und Ergebnisse einer klinischen Dokumentation für Tumoren im Mund-, Kiefer- und Gesichtsbereich als Grundlage für ein überregionales Register. Frankfurt am Main 1990.
- Tumor-Dokumentation im Mund-Kiefer-Gesichtsbereich. Hanser, München 1992.
- mit Rainer Schmelzeisen: Einführung in die Mund-, Kiefer-, Gesichtschirurgie. 2., vollst. überarb. und erw. Auflage. Köln 2015, ISBN 978-3-7691-3414-8. (GoogleBooks)